# Lascia un po' di te
Lascia un po' di te è il terzo album in studio del gruppo raggae italiano Reggae National Tickets, pubblicato nel 1998.
Il lavoro esce l'anno successivo a Un affare difficile, ed è la seconda esperienza della band sotto una major, la BMG.
Il singolo estratto è Ti sento, che porta al successo la band arrivando in rotazione su MTV e TMC2.

## Tracce
| #  | Titolo              | Produttori | Collaboratori  | Durata |
| -- | ------------------- | ---------- | -------------- | ------ |
| 1  | Tesura Dub          |            |                | 1:31   |
| 2  | Lascia un po' di te |            | Dre Love       | 3:41   |
| 3  | No Money            |            |                | 4:03   |
| 4  | Ti sento            |            |                | 3:19   |
| 5  | Taxi Man            |            |                | 3:23   |
| 6  | Notte Dread         |            |                | 3:24   |
| 7  | Clonazione          |            |                | 4:07   |
| 8  | Feel the Vibes      |            | Bunny Selassie | 4:26   |
| 9  | Immagini            |            |                | 4:23   |
| 10 | Mista               |            |                | 5:37   |
| 11 | Foto Box            |            |                | 4:33   |
| 12 | Tesura Dub II       |            |                | 1:32   |

## Singoli
- Ti sento

- Feel the Vibes (REMIX) feat. Neffa & Bunny Selassie

## Formazione
- Stena (voce)
- Fabietto (chitarra)
- SanderNotz (basso)
- Ale (batteria)
- Arancio (tastiere)
- Ricky Murvin (tromba)
- Marco (sax)